# Місто-губка
Місто-губка — це нова модель міського будівництва для управління повенями, зміцнення екологічної інфраструктури та дренажних систем. Вона може полегшити затоплення міста, дефіцит водних ресурсів та вплив міського теплового острова та покращити екологічне середовище та біорізноманіття шляхом поглинання та захоплення дощової води та використання її для зменшення повеней. Зібрану дощову воду можна переробляти для зрошення та для домашнього використання. Це форма стійкої дренажної системи в міських масштабах.
Китай відзначився зусиллями щодо прийняття ініціативи «Місто-губка». Як повідомлялося, у 2015 році Китай розпочав пілотну ініціативу в 16 районах. Ця ініціатива є альтернативою вирішенню проблем повеней в Азії. Китай прагне стримати свої повені цією ініціативою. Країна планує, що 80 відсотків міських просторів будуть збирати і повторно використовувати 70 відсотків дощової води. Будівництво міст-губок вимагає величезних інвестицій, але має масу переваг. Фінансування міст-губок є проблемою.

## Передумови

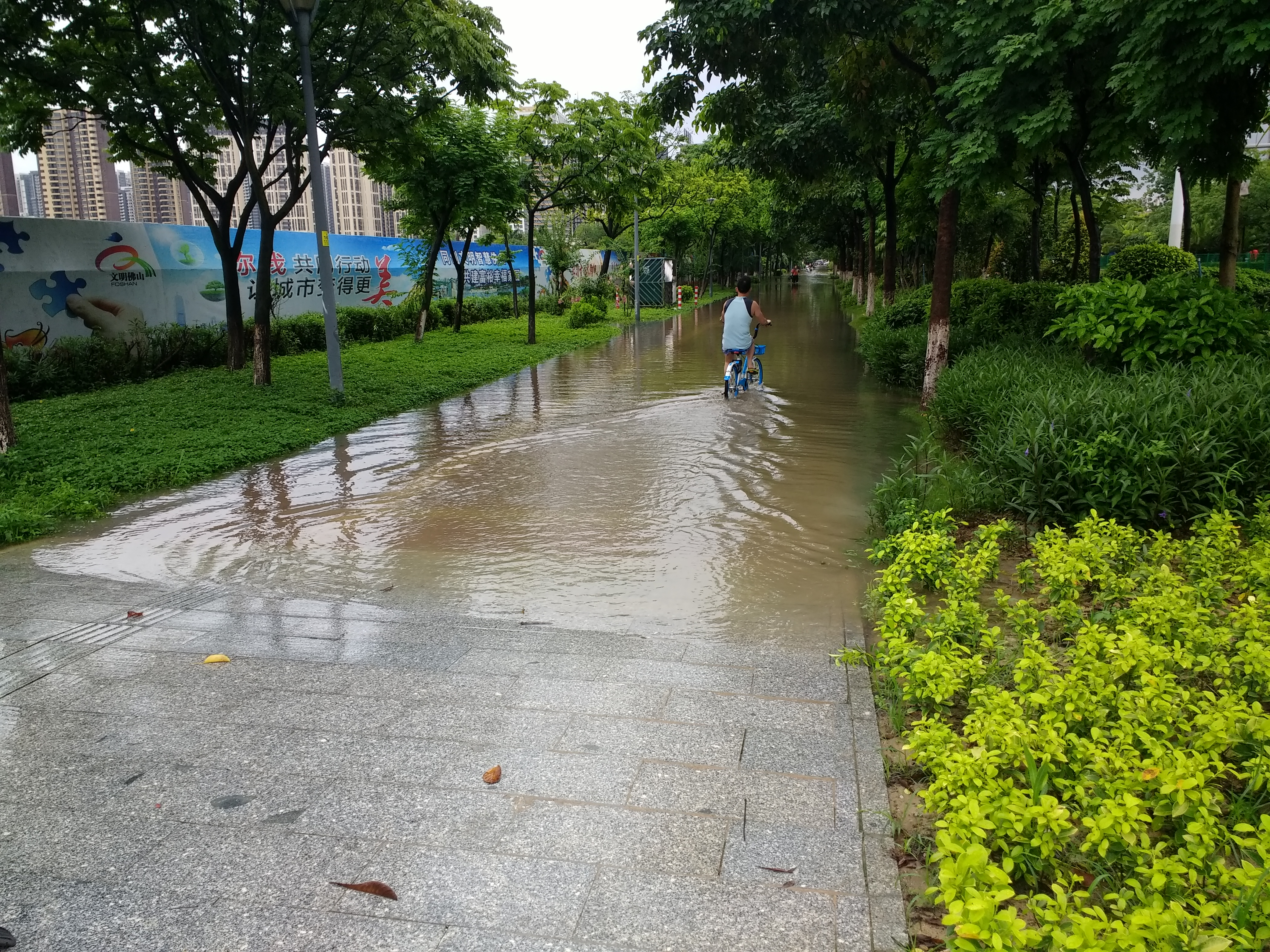
Люди їдуть на велосипеді по затопленому тротуару у Фошані

Будівництво міської інфраструктури прискорюється одночасно з процесом урбанізації, але надмірне використання та освоєння водних ресурсів призводять до дефіциту води, забруднення та загальної деградації водних екосистемних послуг. Ненаукове архітектурне планування також створює велику кількість будівель, тим самим обмежуючи зелені насадження міст, водовідведення та збір дощової води. Отже, скидання дощів не може відповідати вимогам сучасних міст, що доставляє містам багато проблем, що стосуються екології води та водного середовища.
Штучні споруди, такі як будівлі, дороги та площі, призводять до надмірного затвердіння нижньої подушки, змінюючи початкові природні основи та гідрологічні характеристики. Через це поверхневий стік збільшується з 10 % до 60 %, тоді як інфільтрація різко зменшується, навіть до нуля. Згідно з дослідженням затоплення, проведеним Міністерством житлово-комунального господарства Китаю у 2010 році, 62 % із 351 міста по всій країні стикалися з затопленням між 2008 і 2010 роками; 137 міст зазнали затоплення більше трьох разів за цей період часу. Таке часте затоплення міст змушує все більше людей усвідомлювати важливість водних екосистем та міської екологічної інфраструктури. Проста концепція швидкого скиду, яка є традиційною моделлю управління водами, вже не є корисною для вирішення дилеми з дощовою водою під час швидкої урбанізації. Щоб впоратись із такими видатними проблемами води в містах, Китай все більше надає значення управлінню міськими повенями та послугам екологічної системи водних ресурсів та енергійно просуває ідею міста-губки.

## Політика

### Китай
Що стосується політики та управління, то 12 грудня 2013 року Сі Цзіньпін виступив у своїй промові на робочій конференції з питань урбанізації: «Під час модернізації системи водовідведення міст слід надати пріоритет утриманню обмеженої кількості дощової води та використанню природної сили для зливу води. Побудуйте місто-губку з природним накопиченням, природним проникненням та природним очищенням».
З цією метою в жовтні 2014 року Міністерство житлово-комунального господарства Китаю видало «Технічні вказівки щодо будівництва міста-губки», наголошуючи на важливості високорівневого дизайну для управління міською дощовою водою, а також плануючи керувати міським будівництвом керуючись пріоритетом екології як основним принципом.
У серпні 2015 року «Метод оцінки ефективності будівництва міста-губки» пояснив вимоги щодо використання коштів центрального бюджету та надав настанови щодо ефективності будівництва пілотних демонстраційних міст. Відповідно до керівних принципів та відповідних стандартів та специфікацій, Китайський інститут проектування та досліджень типових будівельних споруд спочатку створив систему типового проектування міст-губок, що включає нещодавно побудовані, розширені та перебудовані будівлі та громади з губок, дороги та площі, парки, зелені насадження та міські водні системи.
Керівні принципи Генерального офісу Державної ради щодо сприяння будівництву міст-губок (Guobanfa [2015] № 75) зазначає, що будівництво міст-губок відбувається шляхом посилення управління містобудуванням та будівництвом, що повністю відіграє вплив будівель, доріг, зелених насаджень та водних систем на дощові води. Відповідно до настанови, міста Китаю збиратимуть і використовуватимуть 70 відсотків дощової води, при цьому 20 відсотків міських районів досягнуть цілі до 2020 року, а частка зросте до 80 відсотків до 2030 року.
У 2015 та 2016 роках за підтримки національної політики були організовані пілотні проекти для міст-губок. Шістнадцять міст, включаючи Чженьцзян, Цзясін і Сямень, були обрані першою партією пілотних міст, а 14 міст, включаючи Шеньчжень, Шанхай, Тяньцзінь і Пекін, були вибрані другою партією пілотних міст для впорядкованого будівництва міст-губок. Крім того, Центральне міністерство фінансів запровадило модель державно-приватного партнерства (ДПП) для збільшення підтримки фінансової політики.

### Європейський Союз
У Берліні ідея «міста-губки» — частина великого проекту з адаптації інфраструктури Берліна до наслідків глобальної зміни клімату. В Адлерсхофі (Німеччина) мерія планує ввести субсидії для домовласників, які озеленять свої дахи до такої міри, що ті акумулюватимуть як мінімум 60 відсотків опадів. Влітку 2017 року регіональний берлінський парламент ухвалив посилити розвиток заходів з розвантаження дощової каналізації. Депутати, зокрема, закликали скорочувати щороку на 1 відсоток площу будівель і земельних ділянок, з яких дощова вода надходить в каналізацію, а нові житлові райони принципово планувати без підключення до центральної зливної каналізації.

### Україна
Використання окремих елементів міста-губки, зокрема використання екобруківки, яка зменшує поверхневий сток, обговорюється у Івано-Франківську з 2019 року.

## Дизайн для міст-губок

### Принципи
Теорія міста-губки наголошує на основних принципах зосередження уваги на природі, керування джерелами, адаптації до місцевості, захисту природи, навчання у природи, максимального збереження міського екологічного простору, відновлення біорізноманіття та створення чудового ландшафтного середовища. Все це можна реалізувати шляхом природного накопичення, природного просочування та природного очищення. Ефекти інфільтрації у природному екологічному фоні (такому як рельєф та форми рельєфу), очищуючий вплив рослинності та заболочених земель на якість води, а також поєднання природних та штучних засобів дозволяють місту поглинати та випускати дощову воду.
Існує три основні аспекти розвитку таких систем: захист первісної міської екосистеми, екологічне відновлення та розвиток із незначним впливом.
- Охорона зосереджена на оригінальних екологічно чутливих районах міста, таких як річки, озера та канави. Природна рослинність, ґрунт та мікроорганізми використовуються для поступового лікування водного середовища та відновлення пошкодженої міської екосистеми.
- Заходи відновлення включають виявлення екологічних ділянок, побудову екологічних коридорів, посилення зв'язків між ділянками, формування мережі та окреслення синіх та зелених ліній для відновлення водного екологічного середовища.
- Обов'язкові заходи застосовуються до міських доріг, міських зелених насаджень, міських водних систем, житлових районів та конкретних будівель для захисту екологічних ділянок, збереження їх здатності до зберігання, посилення контролю над джерелами та формування екологічних губок різного масштабу.[13]

Ці процеси впроваджені в дизайн міста-губки та трансформацію міських планових територій на різних рівнях, включаючи генеральне планування міст, спеціальне планування та детальне регуляторне планування.

### Методи
Міські зелені насадження та міські водні об'єкти — побудовані заболочені ділянки, дощові сади, озеленення дахів, заглиблені зелені насадження, канави з травою та екологічні парки — є центральними «губковими тілами». Архітектори при проектуванні закладають мультифункціональні місця — наприклад, дитячі майданчики або газони, які під час дощу перетворюються на тимчасові «калюжі». Зібрана дощова вода або випаровується на місці, або використовується для охолодження будівель.

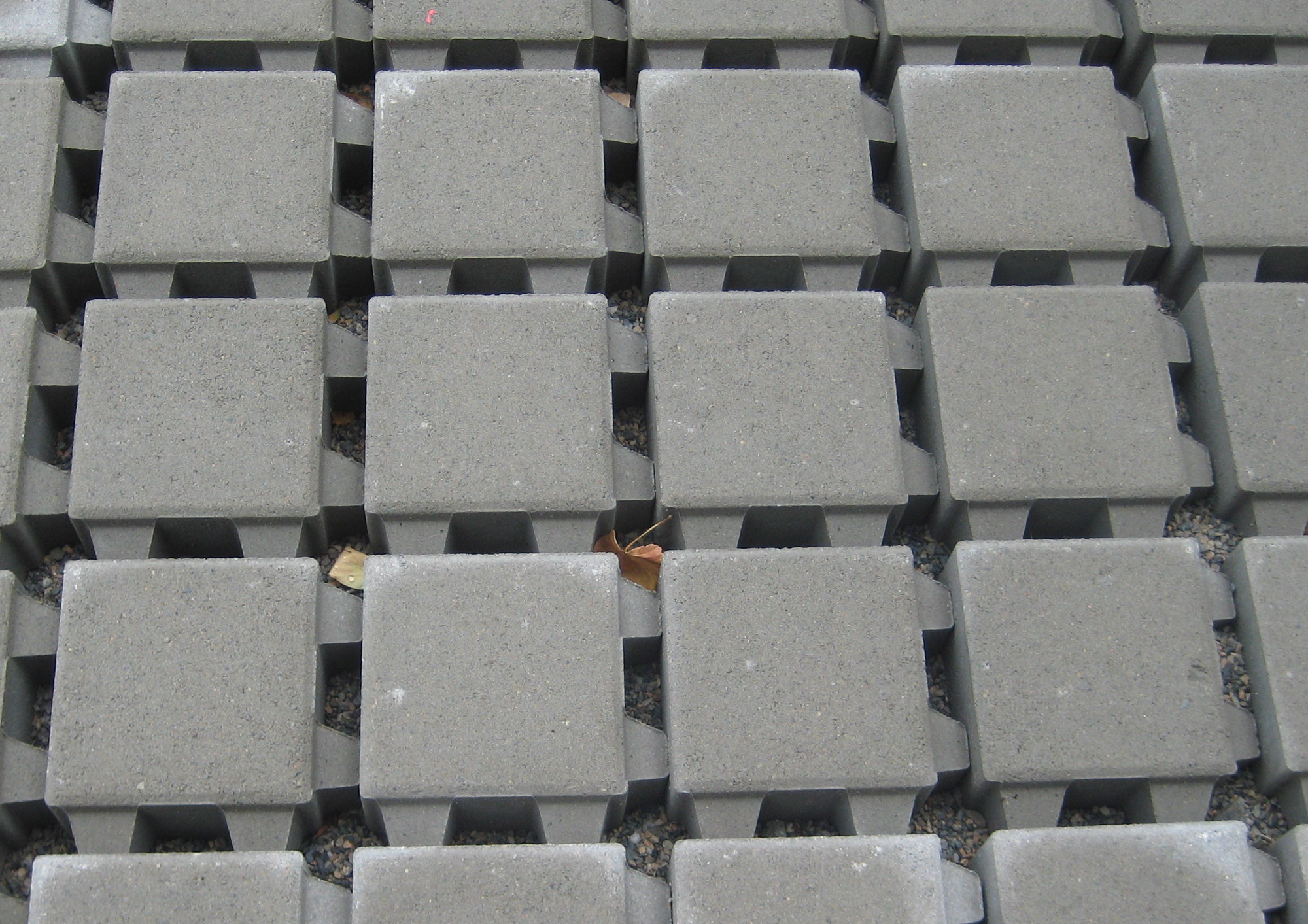
Бруківка з розщепленими швами для просочування дощової води
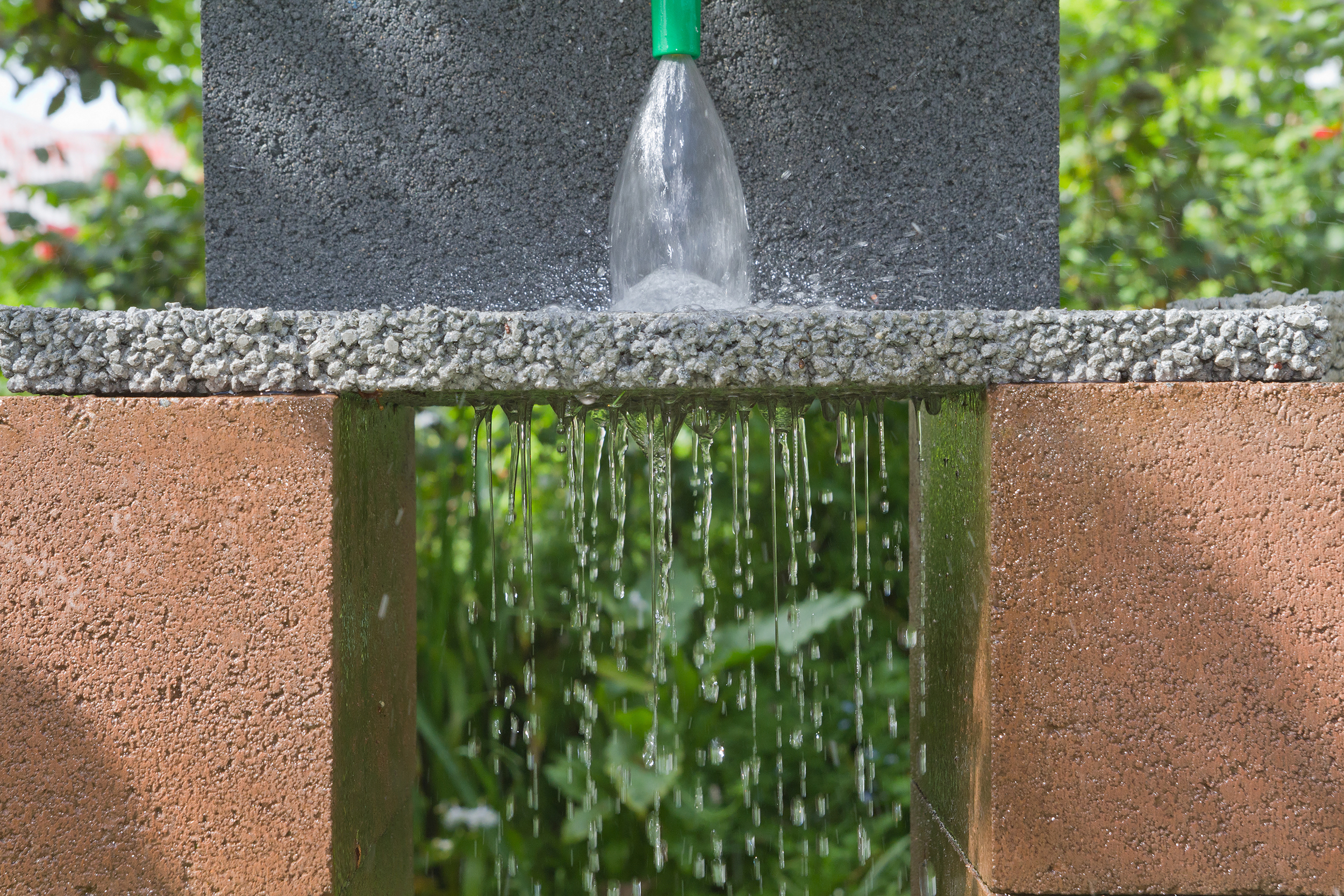
Водопроникна бруківка
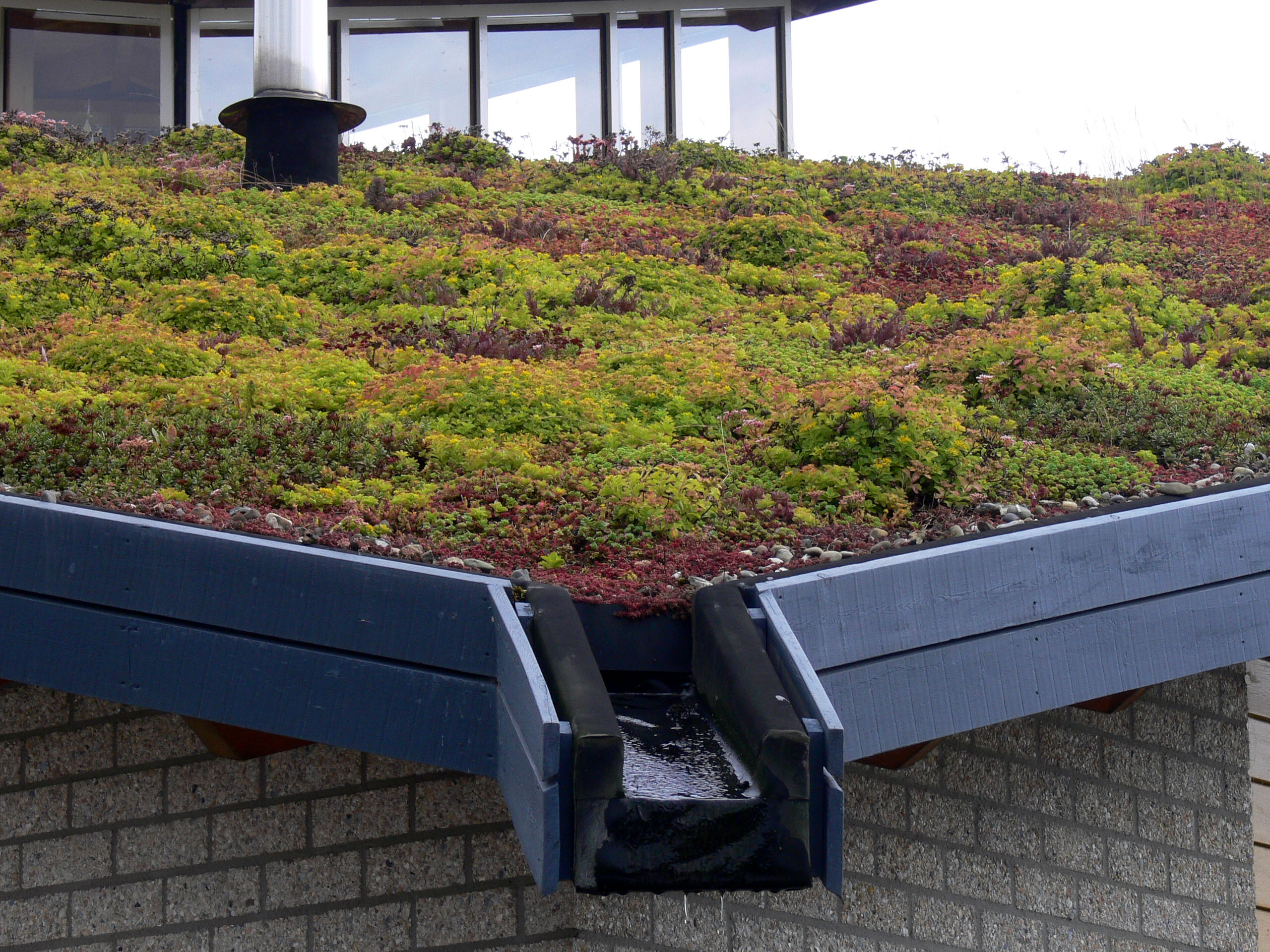
Зелений дах
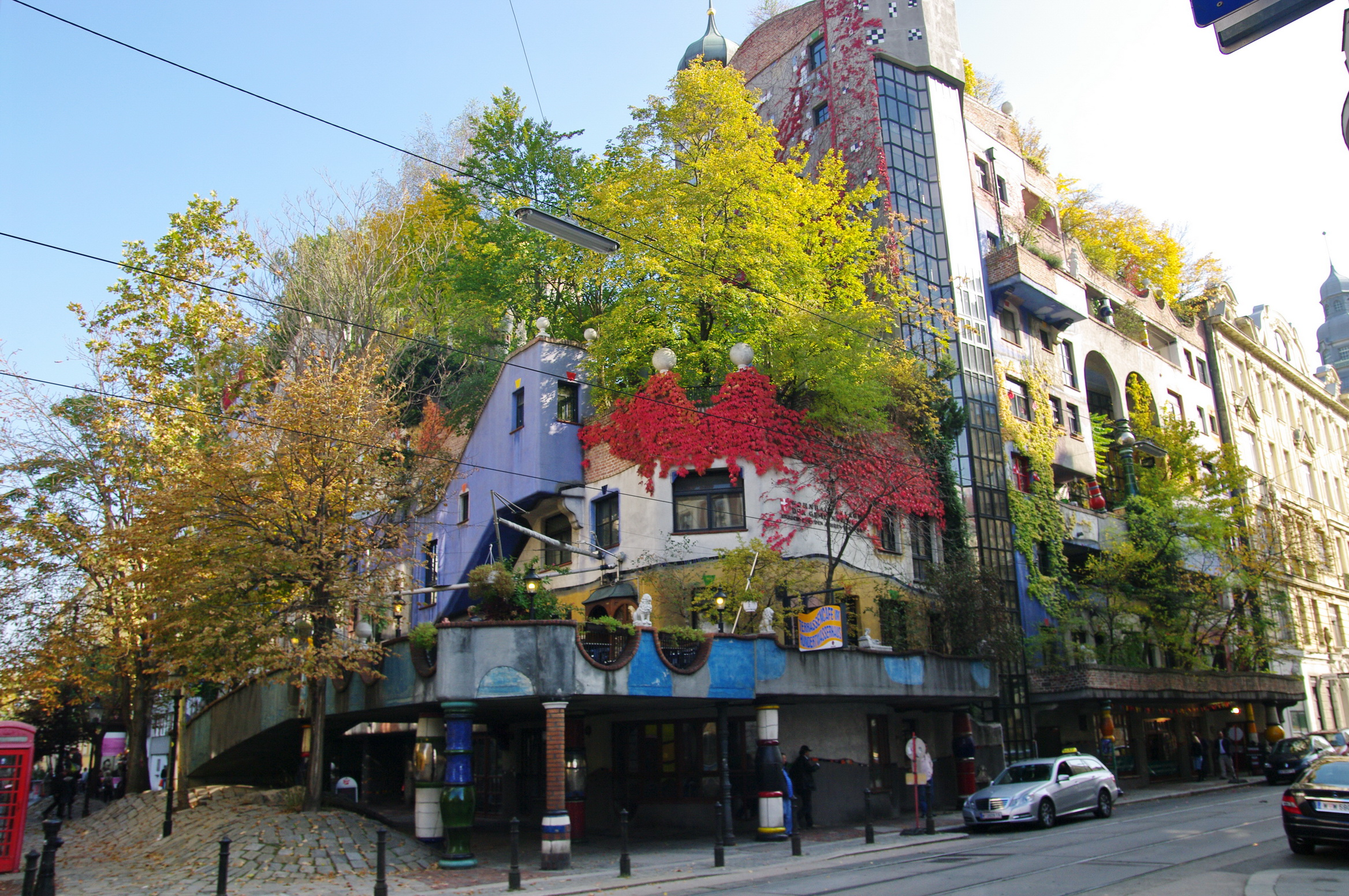
Озеленення фасаду та даху
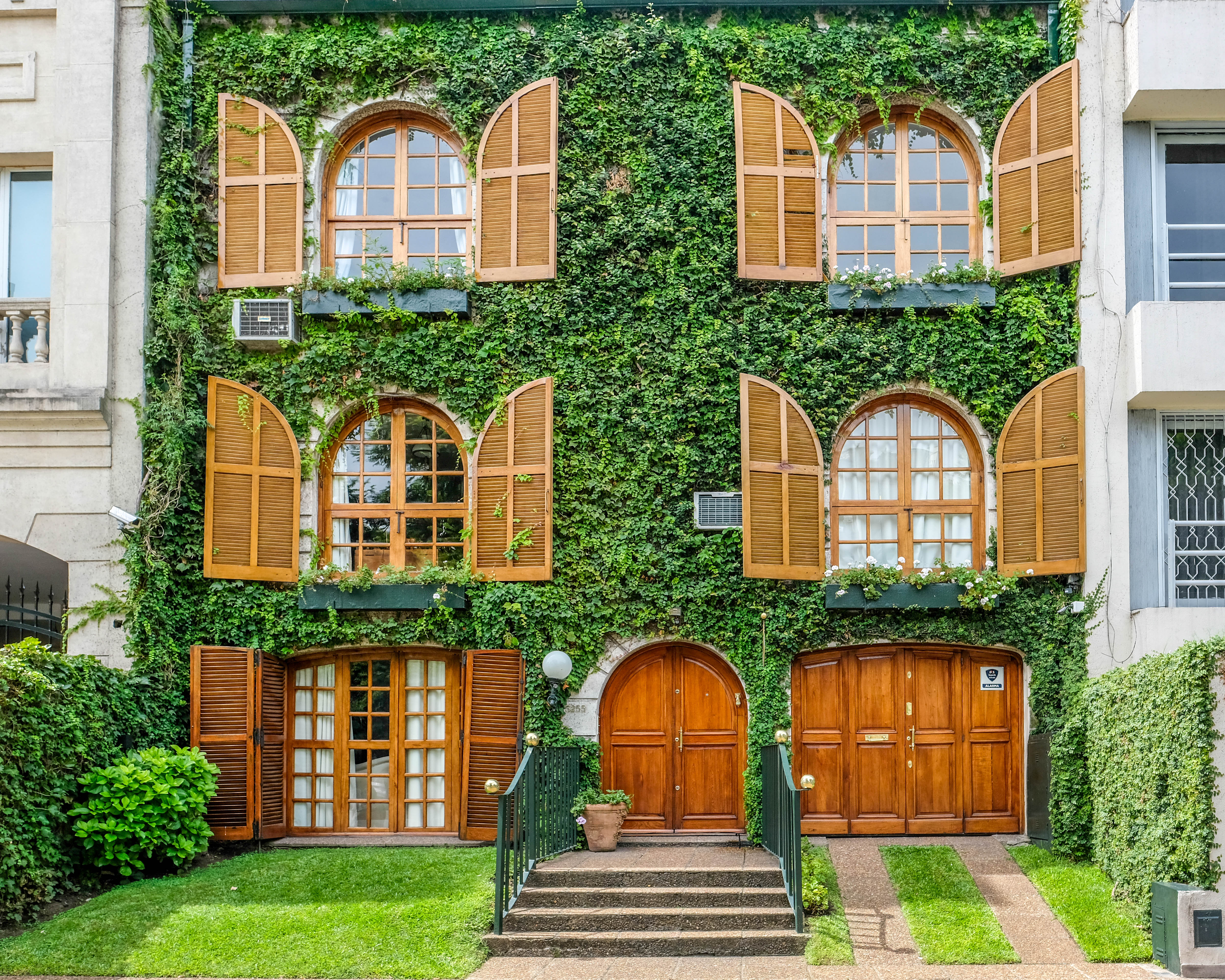
Озеленення фасаду
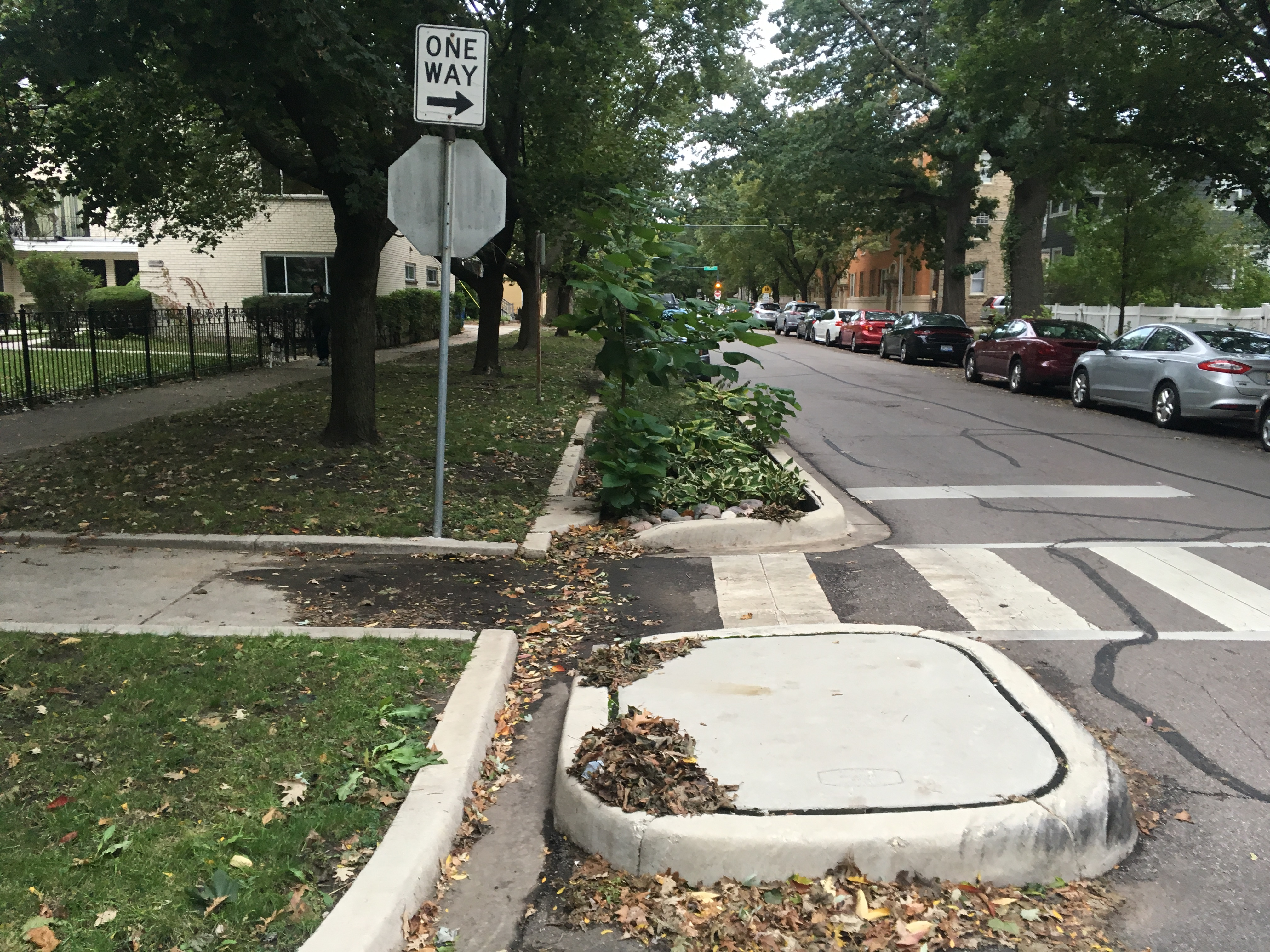
Дренажне корито замість стоку дороги
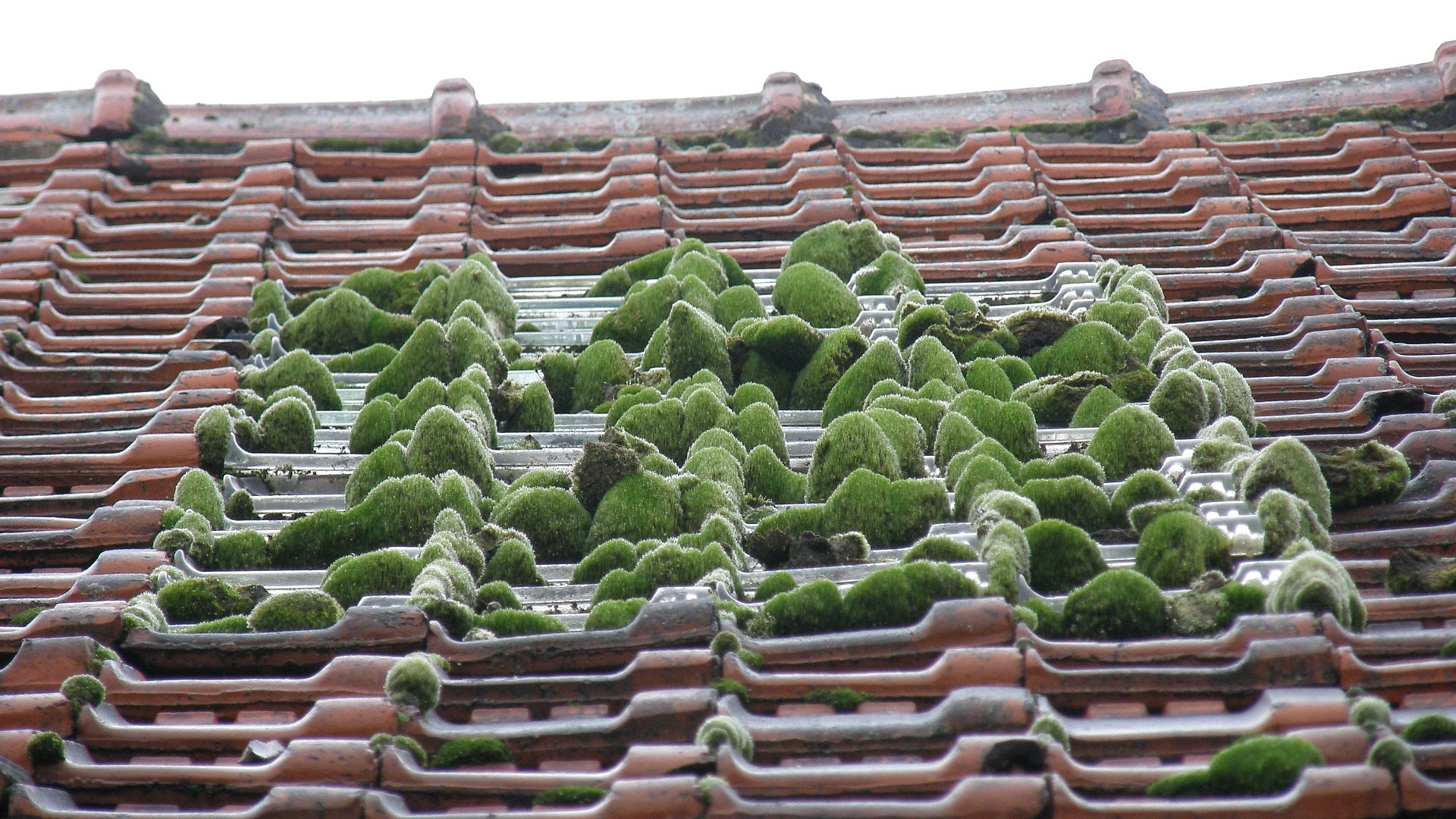
Невеликий сад на даху

## Переваги
- Покращується загальна якість води
- Дощова вода захоплюється і може бути використана повторно
- Зменшується ймовірність затоплення
- Зменшуються залізничні проблеми
- Зменшується інтенсивність міських теплових островів.[15]